# Hyostomodes featheri
Hyostomodes featheri là một loài bướm đêm trong họ Geometridae.